# 切塔尔多
切塔尔多（義大利語：Certaldo），是意大利托斯卡纳大区佛罗伦萨广域市的一个市镇。总面积75.24平方公里，人口16328人，人口密度217.0人/平方公里（2009年）。ISTAT代码为048012。

## 友好城市
- 法國 希农